# John T. Graves

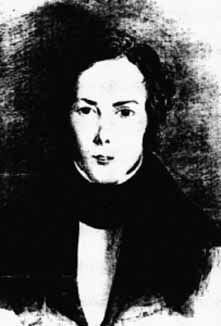
John T. Graves

John Thomas Graves (4 de dezembro de 1806 - 29 de março de 1870) foi um jurista e matemático irlandês. Ele era amigo de William Rowan Hamilton, e é creditado tanto por inspirar Hamilton a descobrir os quatérnios em outubro de 1843 e, em seguida, descobrindo sua generalização os octônios ele mesmo (ele os chamou de oitavas) mais tarde naquele mesmo ano. Ele era irmão do matemático e bispo Charles Graves e do escritor e clérigo Robert Perceval Graves.

## Trabalho matemático
Em seu vigésimo ano (1826) Graves engajou-se em pesquisas sobre a função exponencial e o logaritmo complexo; eles foram impressos nas Philosophical Transactions de 1829 sob o título An Attempt to Rectify the Inaccuracy of some Logarithmic Formulæ. Alexandre-Joseph-Hidulphe Vincent alegou ter chegado em 1825 a resultados semelhantes, que, no entanto, não foram publicados por ele até 1832. As conclusões anunciadas por Graves não foram inicialmente aceitas por George Peacock, que se referiu a elas em seu Report on Algebra, nem por Sir John Herschel. Graves comunicou à Associação Britânica em 1834 (Relatório para esse ano) sobre sua descoberta.
No mesmo relatório está um artigo de apoio de Hamilton, On Conjugate Functions or Algebraic Couples, as tending to illustrate generally the Doctrine of Imaginary Quantities, and as confirming the Results of Mr. Graves respecting the existence of Two independent Integers in the complete expression of an Imaginary Logarithm. Era uma antecipação, no que diz respeito à publicação, de um extenso livro de memórias, que havia sido lido por Hamilton perante a Royal Irish Academy em 24 de novembro de 1833, On Conjugate Functions or Algebraic Couples, e posteriormente publicado no décimo sétimo volume das Transactions of the Royal Irish Academy. A este livro de memórias foram prefixados A Preliminary and Elementary Essay on Algebra as the Science of Pure Time, e alguns General Introductory Remarks. Nos parágrafos finais de cada um desses três artigos, Hamilton reconhece que foi "ao refletir sobre os importantes resultados simbólicos do Sr. Graves respeitando logaritmos imaginários, e ao tentar explicar a si mesmo o significado teórico daqueles simbolismos notáveis", que ele foi conduzido à "teoria das funções conjugadas, que, levando a uma teoria dos trigêmeos e conjuntos de momentos, passos e números" foram fundamentais para seu próprio trabalho, culminando na descoberta dos quatérnios.
Durante muitos anos, Graves e Hamilton mantiveram uma correspondência sobre a interpretação de imaginários. Em 1843, Hamilton descobriu os quatérnios, e foi a Graves que ele fez em 17 de outubro sua primeira comunicação escrita da descoberta. Em seu prefácio às Lectures on Quaternions e em uma carta prefacia a uma comunicação à Philosophical Magazine de dezembro de 1844 são agradecimentos de sua dívida com Graves por estímulo e sugestão. Imediatamente após a descoberta dos quatérnios, antes do final de 1843, Graves estendeu com sucesso para oito quadrados a identidade quadrangular de Euler, e passou a conceber uma teoria das "oitavas" (agora chamadas octônios) análoga à teoria dos quatérnios de Hamilton, introduzindo quatro imaginários adicionais aos i, j e k de Hamilton, e conformando-se à "lei do módulo". Octônios são uma área contemporânea, embora abstrusa, da pesquisa contemporânea do Modelo Padrão da física de partículas.
Graves também concebeu um sistema puro-trigêmeo fundado nas raízes da unidade positiva, simultaneamente com seu irmão Charles Graves, o bispo de Limerick. Mais tarde, ele estimulou Hamilton ao estudo dos poliedros, e foi informado da descoberta do cálculo icosiano.
Graves contribuiu também para a Philosophical Magazine de abril de 1836, um artigo sobre os Logaritmos da Unidade recentemente propostos em resposta ao Professor De Morgan, e na London and Edinburgh Philosophical Magazine para o mesmo ano um "posfácio" intitulado Explanation of a Remarkable Paradox in the Calculus of Functions, notado pelo Sr. Babbage. Para o mesmo periódico contribuiu, em setembro de 1838, com Uma Nova e Geral Solução das Equações Cúbicas; em 1839 um artigo Sobre a simetria funcional exibido na Notação de certos Porismos Geométricos, quando eles são declarados apenas com referência à disposição dos pontos; e em abril de 1845 um artigo sobre a Conexão entre a Teoria Geral dos Casais Normais e a Teoria das Funções Quadráticas Completas de Duas Variáveis. Um número subsequente contém uma contribuição Sobre o Experimento sobre a Visão do Rev. J. G. MacVicar, sobre o trabalho de John Gibson Macvicar; e o Relatório da reunião de Cheltenham em 1856 da Associação Britânica contém resumos de artigos comunicados por ele On the Polyhedron of Forces e On the Congruence nx ≡ n + 1 (mod. p.).

## Advogado acadêmico
Os registros do trabalho de Graves como jurista são doze palestras sobre o direito das nações, relatadas no Law Times, a partir de 25 de abril de 1845, e dois elaborados artigos contribuídos para a Encyclopædia Metropolitana sobre direito romano e direito canônico. Ele também foi colaborador do Dictionary of Greek and Roman Biography and Mythology de William Smith, com vidas dos juristas Catão, Crasso, Caio Lívio Druso, Gaio e um artigo sobre a legislação de Justiniano.

## Legado
Durante muitos anos, Graves colecionou trabalhos matemáticos. Esta parte de sua biblioteca, mais de dez mil livros e cerca de cinco mil panfletos ele legou à University College London em 1870. A biblioteca, que se acredita ser a maior coleção de obras matemáticas no Reino Unido, contém uma primeira edição da Philosophiæ Naturalis Principia Mathematica de Sir Issac Newton.